# Égyptienne (navire)
Pour les articles homonymes, voir Égyptienne.
L'Égyptienne est une frégate de 24 construite en 1799 à Toulon pour la marine française. Prenant part à la campagne d'Égypte de Napoléon, elle est capturée par les Britanniques à Alexandrie, en 1801. Elle rapporte la pierre de Rosette à Woolwich, avant d'être intégrée à la Royal Navy sous le nom d'HMS Egyptienne. Elle participe à de nombreuses escarmouches avant d'être mise à quai en 1807, puis vendue pour démolition en 1817.

## Sources
- (en) Cet article est partiellement ou en totalité issu de l’article de Wikipédia en anglais intitulé « French frigate Égyptienne (1799) » (voir la liste des auteurs).